# Bublinatkovité

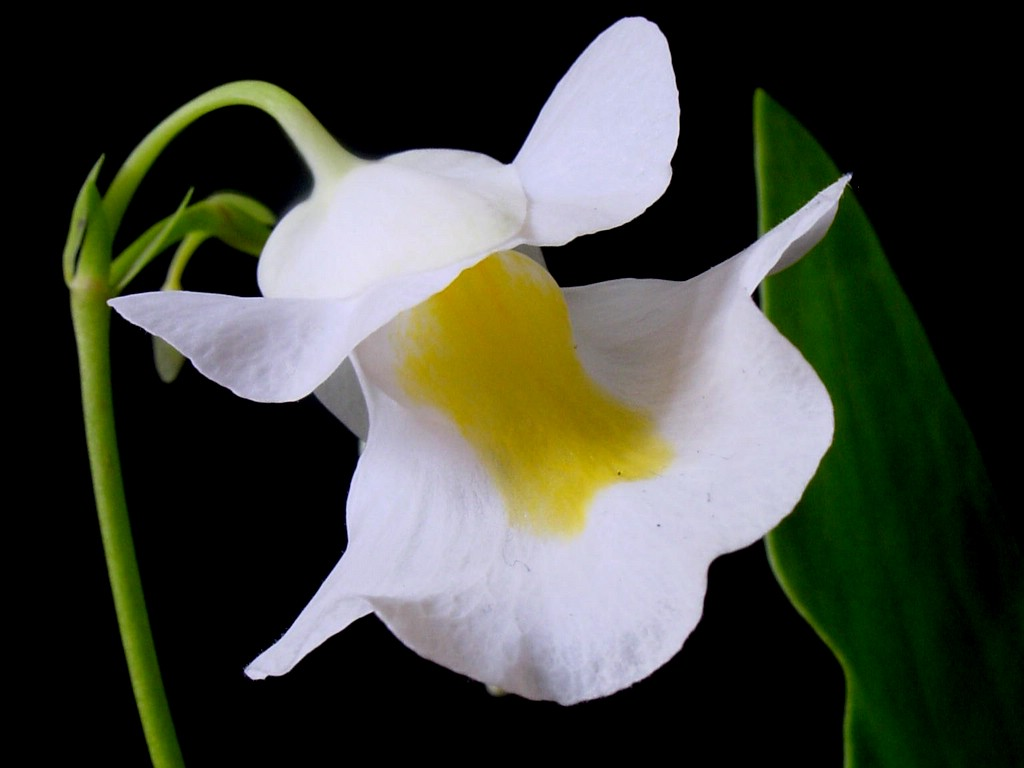
Květ bublinatky Utricularia alpina

Bublinatkovité (Lentibulariaceae) je čeleď vyšších dvouděložných rostlin z řádu hluchavkotvaré (Lamiales). Jsou to masožravé rostliny, lapající kořist pomocí lepkavých listů nebo specializovaných pastí. Jsou rozšířeny ve vlhkých biotopech celého světa a zastoupeny 7 druhy i v České republice.

## Popis
Bublinatkovité jsou krátkověké nebo vytrvalé vodní, pozemní nebo epifytické vlhkomilné byliny. Kořenový systém je chudý, z drátkovitých adventivních kořenů (tučnice) nebo jsou rostliny bezkořenné a funkci kořenů nahrazují podzemní prýty (pozemní bublinatky). Vodní druhy jsou splývavé, nekořenující, některé druhy rostou přichyceny k podkladu. Někdy jsou vyvinuty hlízky. Listy jsou střídavé, někdy přeslenité nebo v přízemní růžici, jednoduché, u vodních druhů bublinatek dělené v množství čárkovitých úkrojků. Velikost rostlin může být od trpasličích po 3 metry (některé vodní bublinatky).
Květy jsou jednotlivé nebo v hroznech, dvoustranně souměrné, oboupohlavné. Vodní druhy kvetou nad hladinou. Kalich je srostlý ze 2 až 5 lístků. Koruna je dvoupyská, srostlá z 5 lístků, s krátkou korunní trubkou a s ostruhou na spodním pysku. Ostruha je někdy krátká a vakovitá. Tyčinky jsou 2, přirostlé na bázi korunní trubky, někdy jsou přítomna i dvě staminodia. Semeník je svrchní, srostlý ze 2 plodolistů, jednopouzdrý, s jednou čnělkou nesoucí dvoulaločnou bliznu, někdy je blizna přisedlá. Plodem je pukavá nebo výjimečně i nepukavá tobolka s mnoha drobnými semeny.

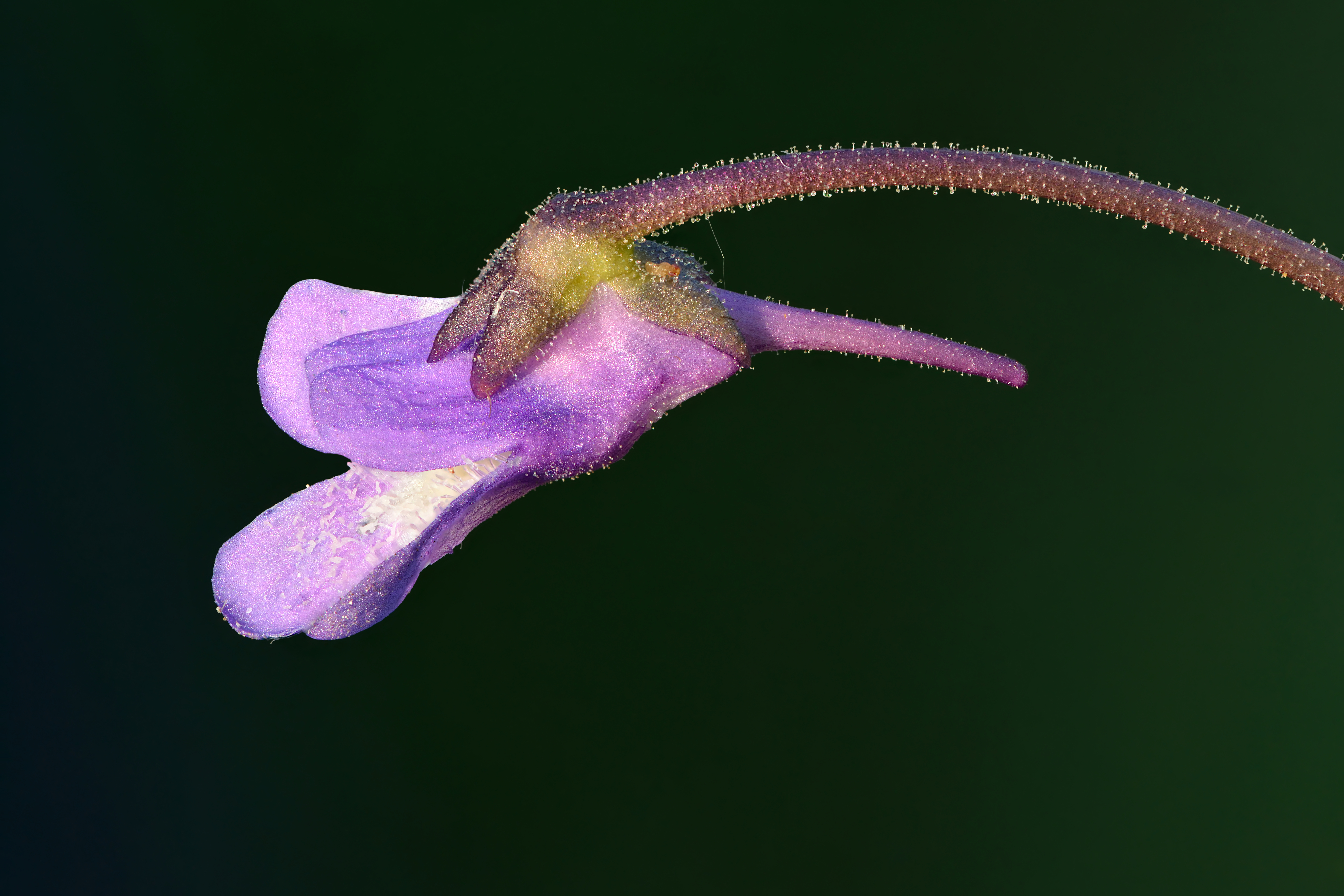
Květ tučnice obecné (Pinguicula vulgaris) s ostruhou
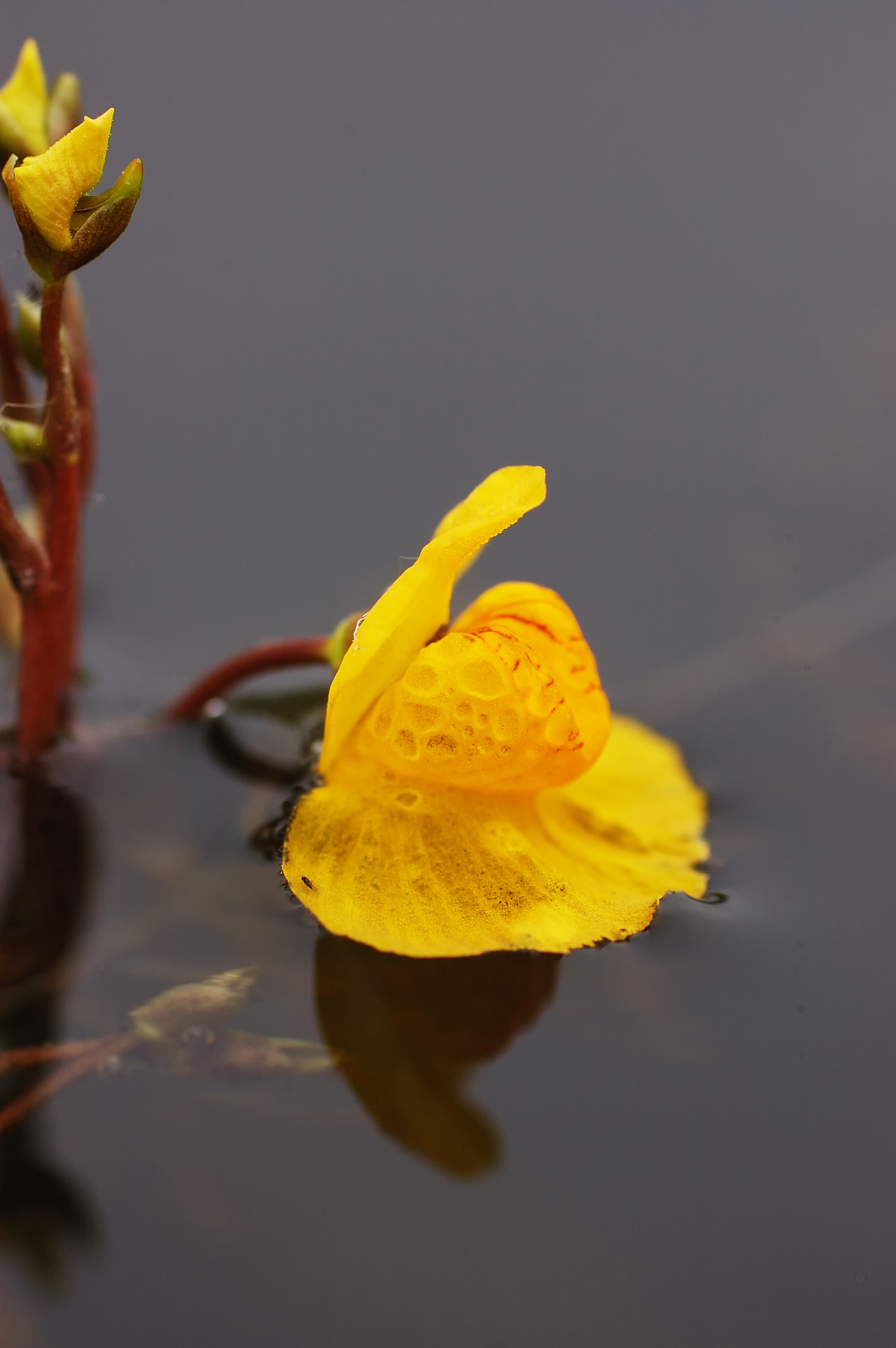
Květ bublinatky jižní (Utricularia australis)
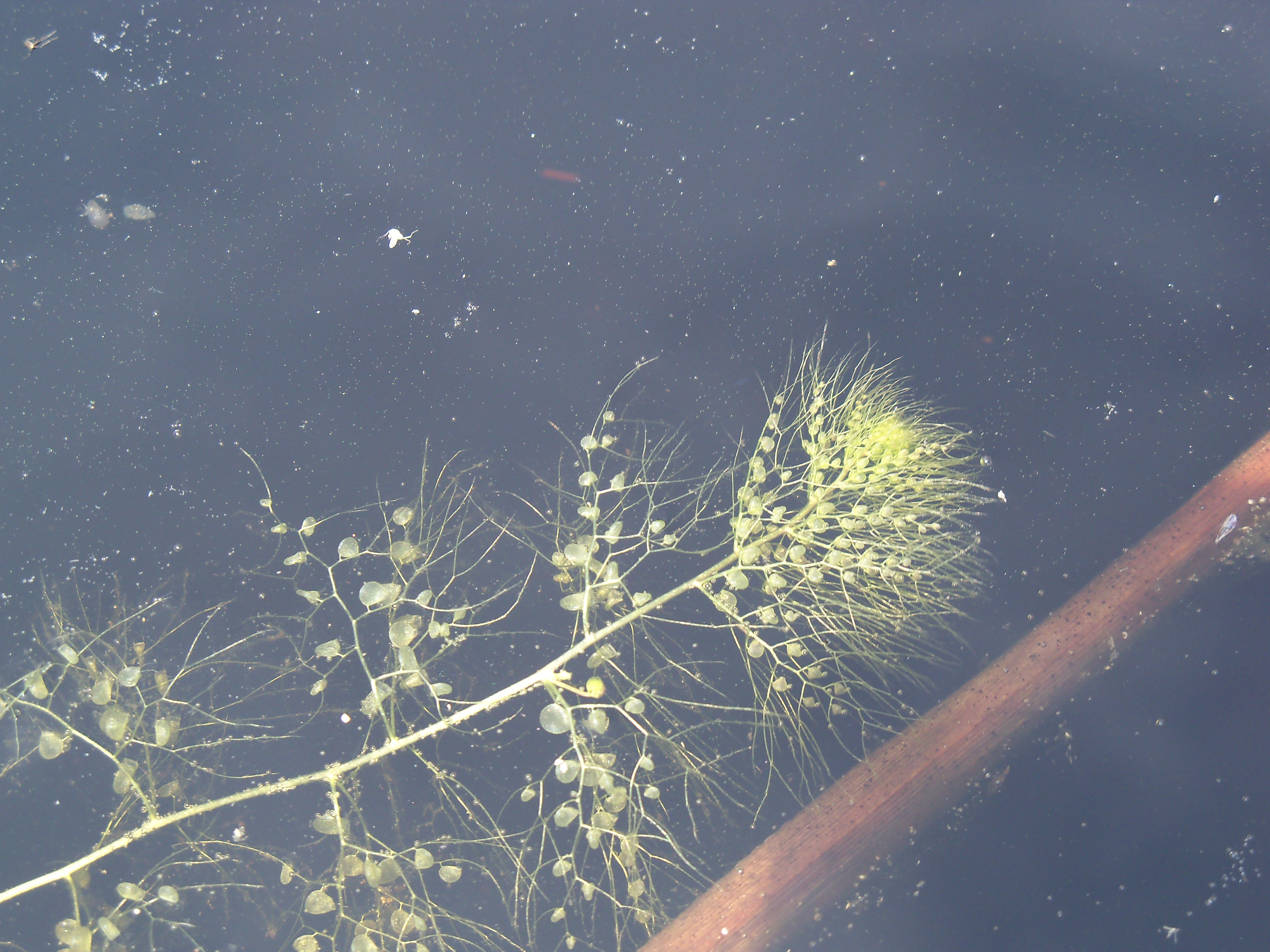
Vodní bublinatka Utricularia geminiscapa
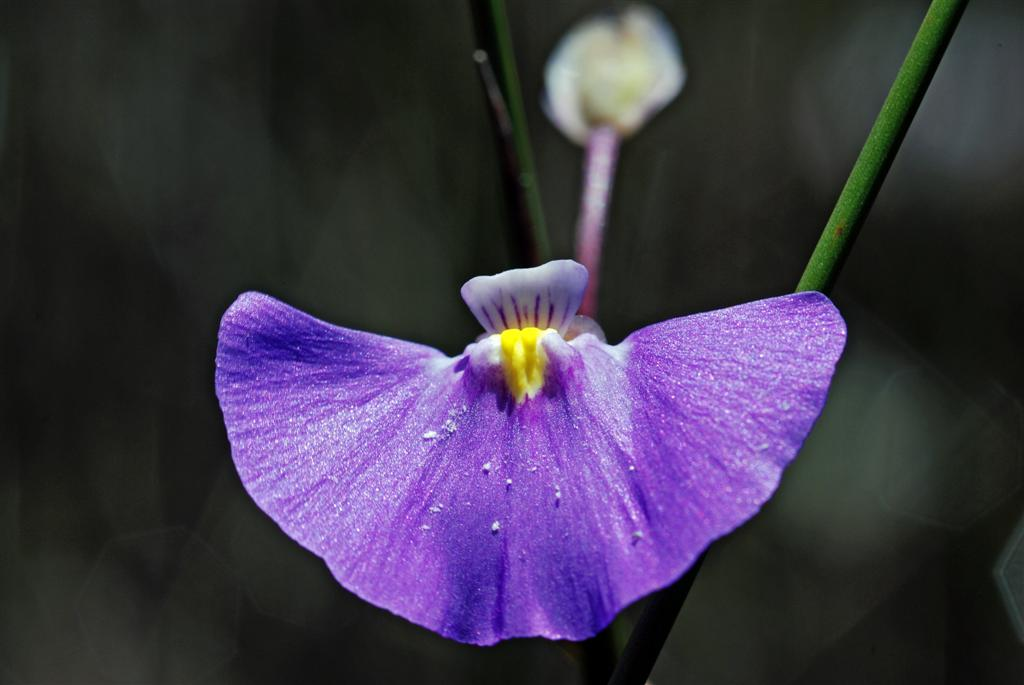
Květ bublinatky Utricularia volubilis

## Lapací orgány
U všech 3 rodů čeledi bublinatkovité se vyvinul jiný způsob lapání kořisti. Tučnice lapají drobný hmyz pasivně pomocí krátkých lepivých žlázek pokrývajících povrch listů. Pasti bublinatek jsou sofistikované měchýřky, v nichž je za klidového stavu podtlak. V okolí ústí lapacího měchýřku jsou citlivé chlupy které reagují na okolní pohyb. Při podráždění měchýřek prudce nasaje okolní vodu i s kořistí. Tento mechanismus závislý na vodě a nebo vodních skulinkách v půdě. U genlisejí jsou pasti složitější, umístěné na podzemních prýtech. Skládají se ze 2 zkroucených dutých ramen, v nichž jsou chlupy orientované dovnitř pasti, a z centrálního ramene, v němž je kořist posléze strávena.

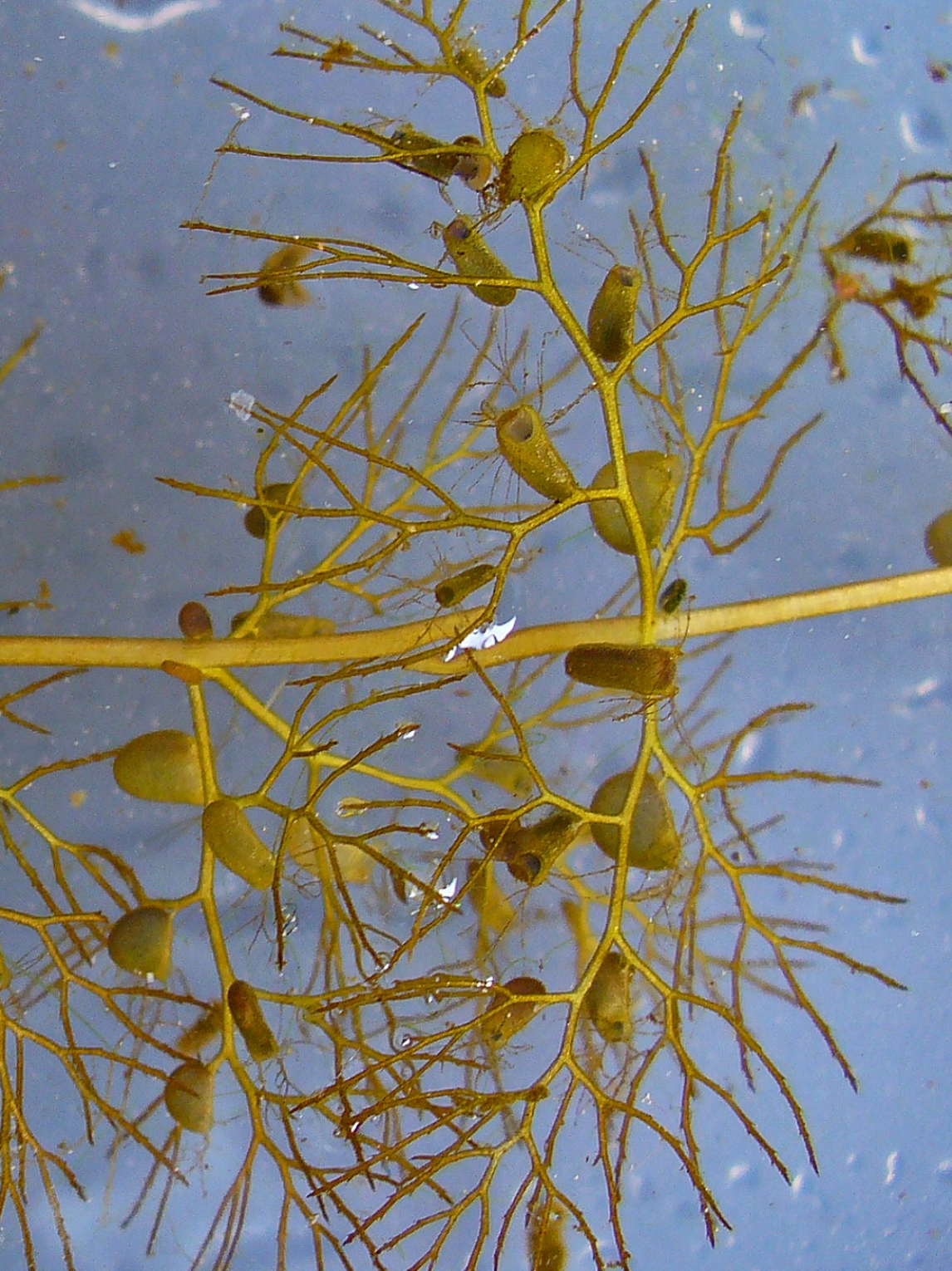
Lapací měchýřky bublinatky obecné (Utricularia vulgaris)
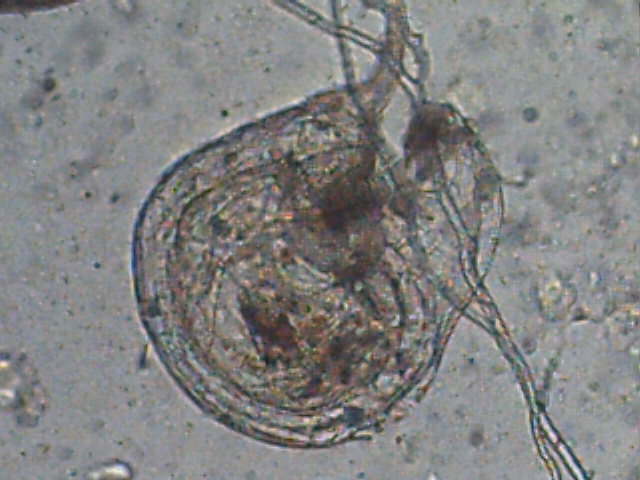
Makrofoto lapacího měchýřku bublinatky Utricularia blanchetii
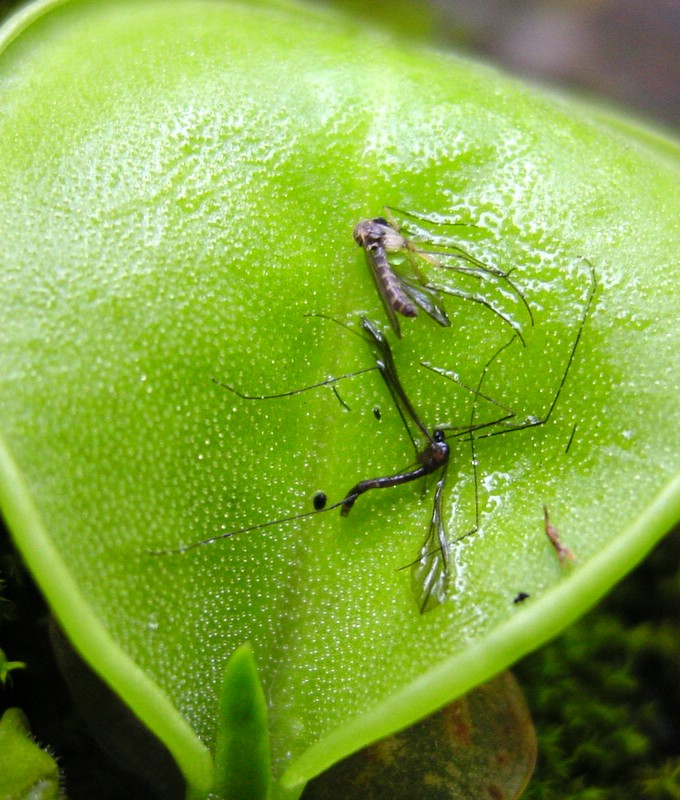
Žláznatý list tučnice Pinguicula conzattii
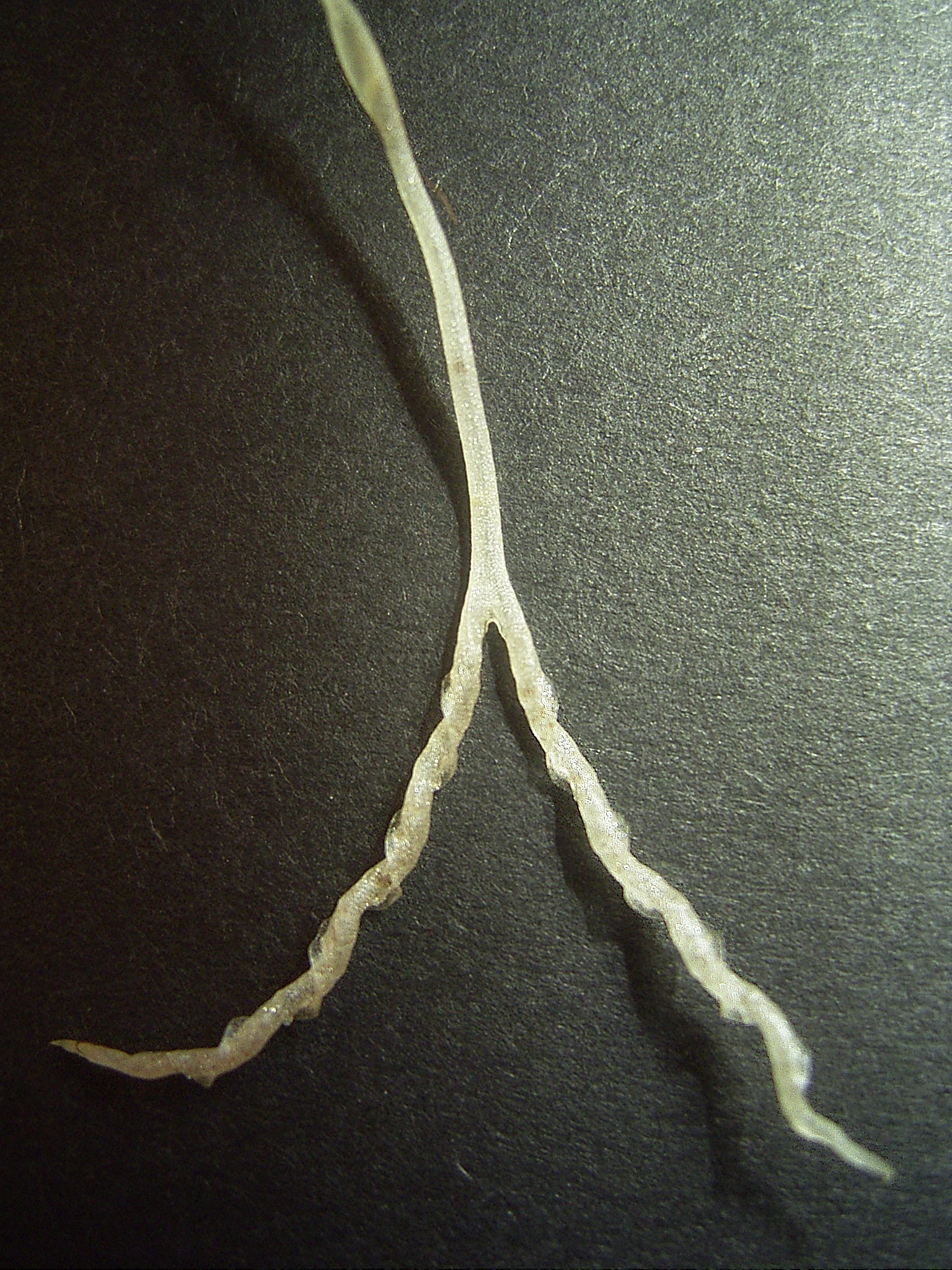
Lapací orgán genlisey Genlisea violacea

## Rozšíření
Čeleď zahrnuje asi 320 druhů ve 3 rodech. Největší rody jsou bublinatka (Utricularia, asi 220 druhů) a tučnice (Pinguicula, asi 80 druhů). Bublinatkovité se vyskytují po celém světě, velmi málo nebo vůbec pouze v saharské Africe, australském vnitrozemí a v některých oblastech kontinentální Asie. Bublinatkovité vyhledávají především vlhké až vodní biotopy a vlhké horské i nížinné lesy. Rod bublinatka je ekologicky velmi rozrůzněný a osidluje celou škálu biotopů od mírného pásu po tropické deštné lesy, největší diverzita je v tropech. Tučnice mají centrum rozšíření v teplejších oblastech mírného pásu. Genlisea je tropický rod, vyskytující se v tropické Americe a v Africe.

### Evropská květena
V květeně ČR se vyskytuje 6 druhů bublinatek (Utricularia) a tučnice obecná se dvěma poddruhy, z nichž jeden (tučnice obecná česká, Pinguicula vulgaris subsp. bohemica) je endemitem České kotliny a náleží mezi kriticky ohrožené druhy.
V evropské flóře je rod tučnice zastoupen celkem 12 druhy a rod bublinatka 7 vodními druhy a jedním pozemním druhem (Utricularia subulata).

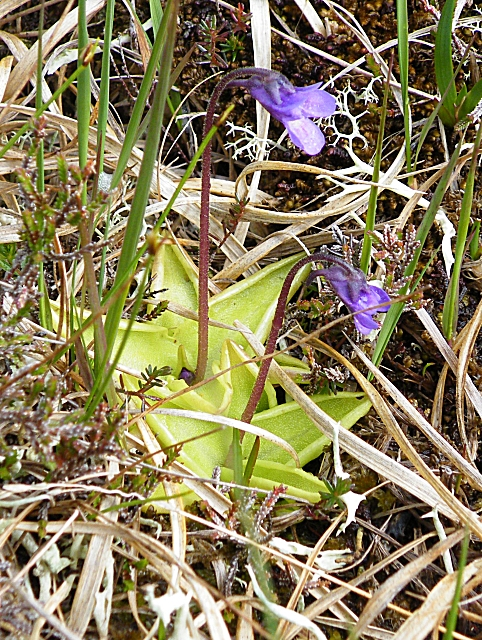
Tučnice obecná (Pinguicula vulgaris)
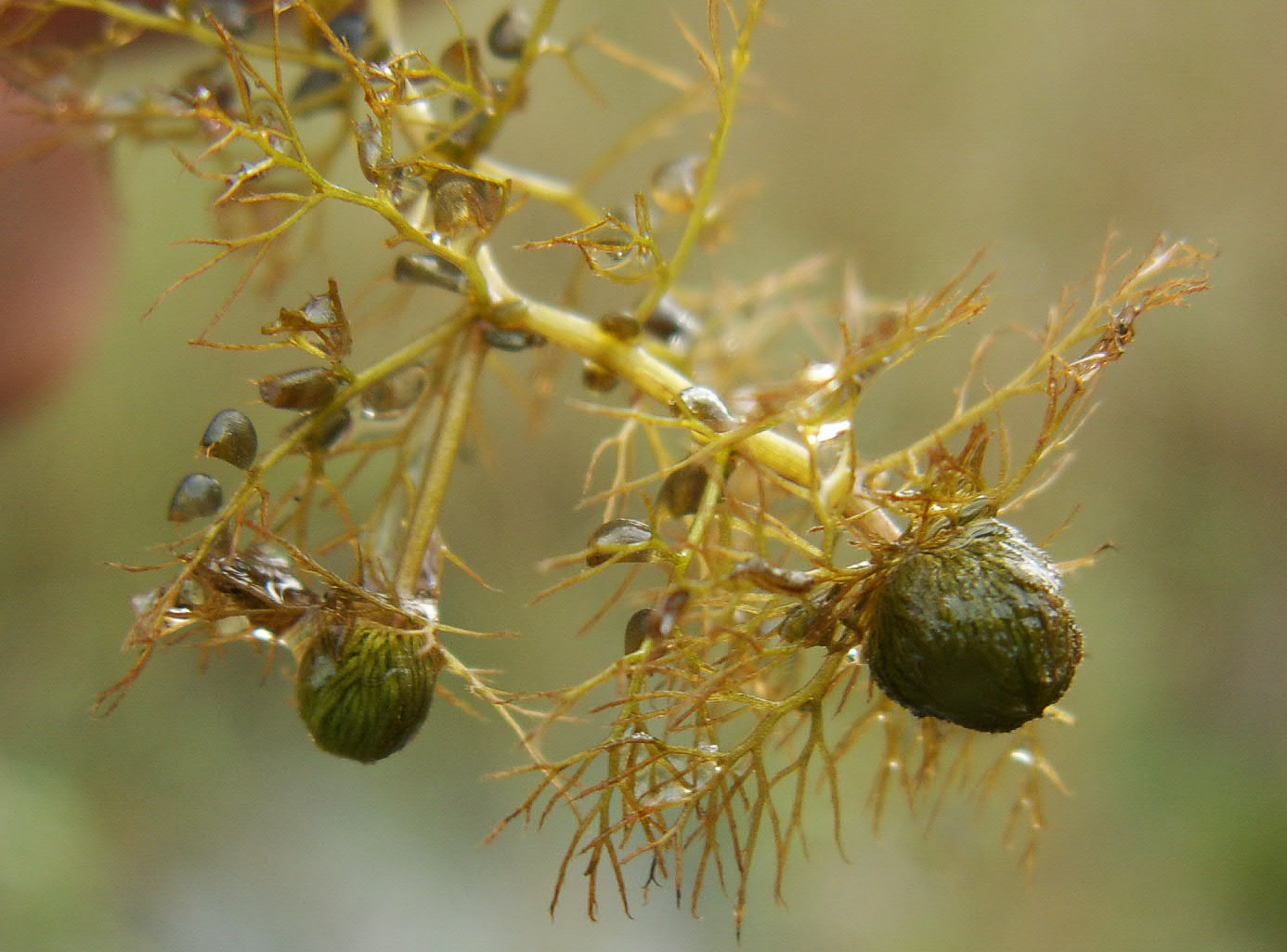
Zimní pupeny (turiony) bublinatky obecné (Utricularia vulgaris)
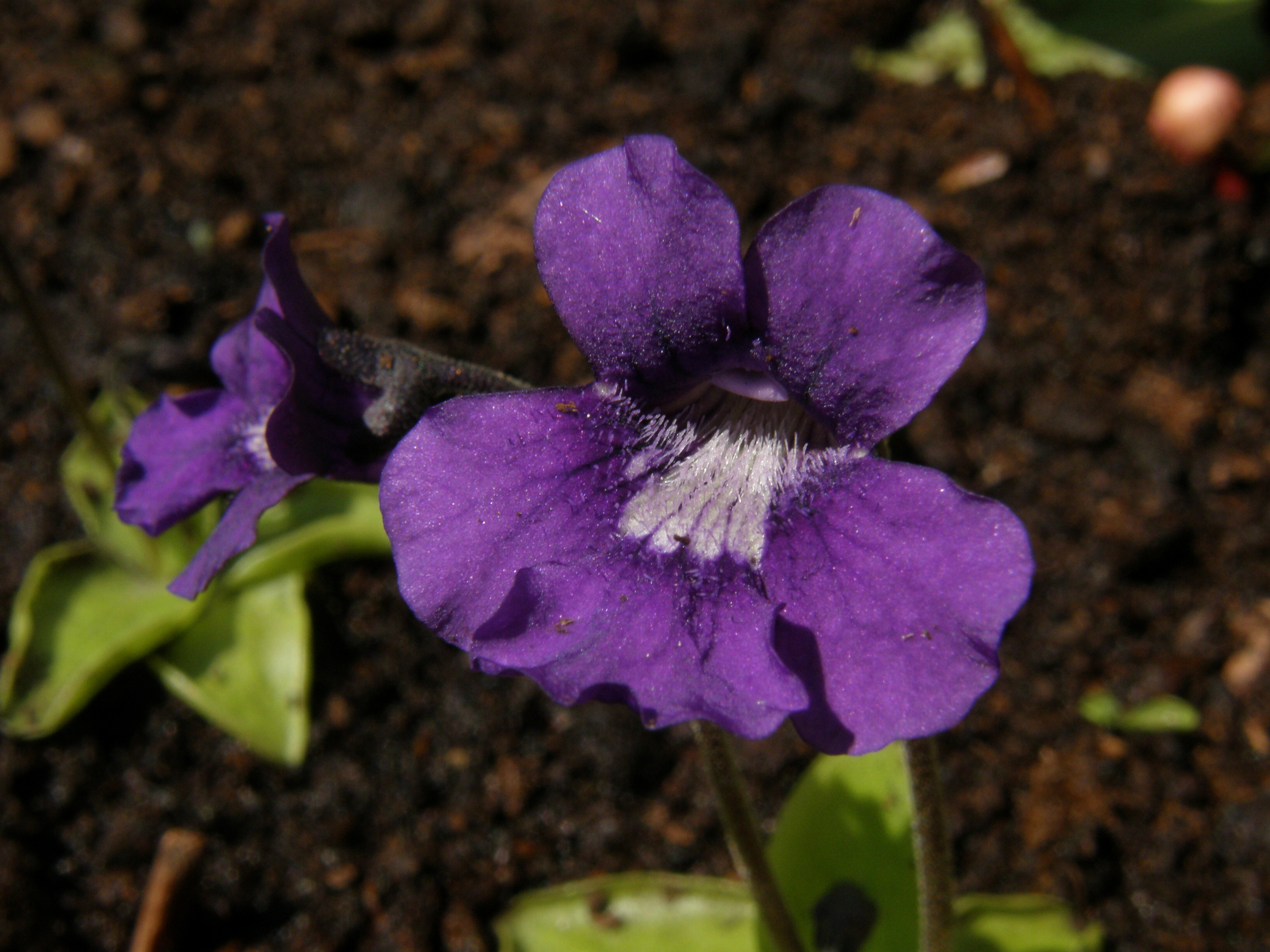
Tučnice Pinguicula grandiflora
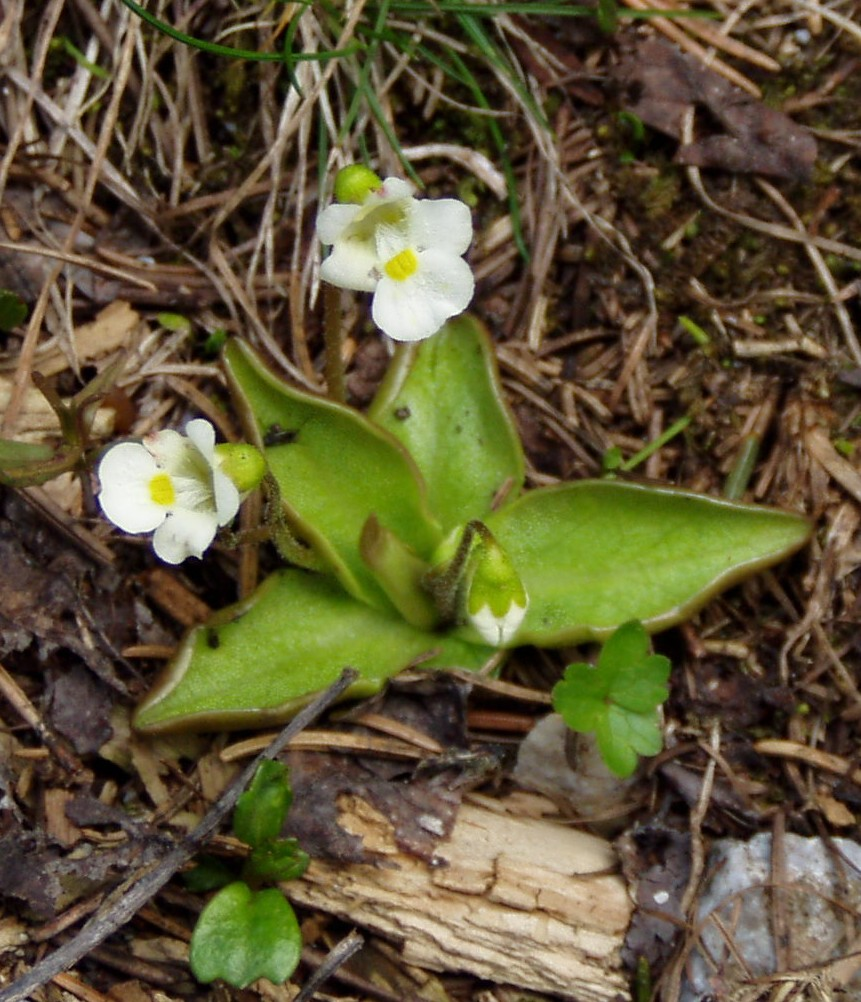
Tučnice alpská (Pinguicula alpina)

## Obsahové látky
Mezi hlavní obsahové látky náleží zejména iridoidy.

## Taxonomie
Čeleď bublinatkovité byla v minulosti řazena do řádu krtičníkotvaré (Scrophulariales) nebo hluchavkotvaré (Lamiales).
Příbuzenské vztahy v rámci řádu hluchavkotvaré nejsou v dnešní době ještě dořešeny. Mezi příbuzné čeledi patří zejména sporýšovité (Verbenaceae), paznehtníkovité (Acanthaceae) a trubačovité (Bignoniaceae).
Od rodu bublinatka (Utricularia) byl v minulosti oddělován rod Polypompholyx.

## Zástupci
- bublinatka (Utricularia)
- genlisea (Genlisea)
- měchýřnatka (Polypompholyx, syn. Utricularia)
- tučnice (Pinguicula)[7]

## Přehled rodů
Genlisea, Pinguicula, Utricularia (včetně Polypompholyx)